# Ectyphocerca aureata
Ectyphocerca aureata är en insektsart som beskrevs av Ross 2003. Ectyphocerca aureata ingår i släktet Ectyphocerca och familjen Anisembiidae. Inga underarter finns listade i Catalogue of Life.